# Lotta greco-romana ai Giochi della XIX Olimpiade - Pesi medio-massimi
La competizione della categoria pesi medio-massimi (fino a 97 kg) di lotta greco-romana dei Giochi della XIX Olimpiade si è svolta dal 23 al 26 ottobre 1968 all'Arena Insurgentes di Città del Messico.

## Formato
Ad ogni incontro venivano assegnate penalità secondo il risultato.
Con sei penalità o più il lottatore veniva eliminato.

## Risultati
| Legenda                                  | Legenda |
| ---------------------------------------- | ------- |
| Lottatore con 6 penalità o più Eliminato |         |

### 1º Turno
Si è disputato il 23 ottobre
| Vincitore          | Pen. | Risultato      | Sconfitto       | Pen. |
| ------------------ | ---- | -------------- | --------------- | ---- |
| Bojan Radev        | 0    | Squalifica     | Henk Schenk     | 4    |
| Peter Jutzeler     | 0    | Schienata      | Gürbüz Lü       | 4    |
| Jürgen Klinge      | 4    | =Squalificati= | Ferenc Kiss     | 4    |
| Nicolae Martinescu | 0    | Schienata      | Heinz Kiehl     | 4    |
| Tore Hem           | 1    | Ai Punti       | Caj Malmberg    | 3    |
| Daniel Verník      | 2    | = Parità =     | Per Svensson    | 2    |
| Takeshi Nagao      | 0    | Squalifica     | Ed Millard      | 4    |
| Nikolaj Jakovenko  | 1    | Ai Punti       | Wacław Orłowski | 3    |

### 2º Turno
Si è disputato il 24 ottobre
| Vincitore          | Pen. | Risultato  | Sconfitto      | Pen. |
| ------------------ | ---- | ---------- | -------------- | ---- |
| Henk Schenk        | 2,5  | = Parità = | Peter Jutzeler | 6,5  |
| Bojan Radev        | 0    | Squalifica | Gürbüz Lü      | 8    |
| Nicolae Martinescu | 1    | Ai Punti   | Jürgen Klinge  | 7    |
| Ferenc Kiss        | 5    | Ai Punti   | Heinz Kiehl    | 7    |
| Caj Malmberg       | 3    | Schienata  | Daniel Verník  | 6    |
| Tore Hem           | 3    | = Parità = | Per Svensson   | 4    |
| Nikolaj Jakovenko  | 1    | Schienata  | Ed Millard     | 8    |
| Wacław Orłowski    | 3    | Schienata  | Takeshi Nagao  | 4    |

### 3º Turno
Si è disputato il 25 ottobre
| Vincitore          | Pen. | Risultato   | Sconfitto       | Pen. |
| ------------------ | ---- | ----------- | --------------- | ---- |
| Bojan Radev        | 0,5  | Superiorità | Peter Jutzeler  | 6    |
| Nicolae Martinescu | 1    | Schienata   | Ferenc Kiss     | 9    |
| Per Svensson       | 5    | Ai Punti    | Caj Malmberg    | 6    |
| Tore Hem           | 4    | Ai Punti    | Wacław Orłowski | 6    |
| Nikolaj Jakovenko  | 1    | Schienata   | Takeshi Nagao   | 8    |

### 4º Turno
Si è disputato il 25 ottobre
| Vincitore         | Pen. | Risultato | Sconfitto          | Pen. |
| ----------------- | ---- | --------- | ------------------ | ---- |
| Per Svensson      | 6    | Ai Punti  | Nicolae Martinescu | 4    |
| Bojan Radev       | 0,5  | Schienata | Tore Hem           | 8    |
| Nikolaj Jakovenko | 1    | Esentato  |                    |      |

### Turno Finale
Si è disputato il 26 ottobre
| Vincitore         | Pen. | Risultato  | Sconfitto          | Pen. |
| ----------------- | ---- | ---------- | ------------------ | ---- |
| Bojan Radev       | 2,5  | = Parità = | Nikolaj Jakovenko  | 2,5  |
| Nikolaj Jakovenko | 3,5  | Ai Punti   | Nicolae Martinescu | 3    |
| Bojan Radev       | 2,5  | Schienata  | Nicolae Martinescu | 7    |

## Classifica finale
| Pos.    | Atleta             | Nazione          |
| ------- | ------------------ | ---------------- |
| Oro     | Bojan Radev        | Bulgaria         |
| Argento | Nikolaj Jakovenko  | Unione Sovietica |
| Bronzo  | Nicolae Martinescu | Romania          |
| 4       | Per Svensson       | Svezia           |
| 5       | Tore Hem           | Norvegia         |
| 6       | Caj Malmberg       | Finlandia        |
| 6       | Wacław Orłowski    | Polonia          |
| 6       | Peter Jutzeler     | Svizzera         |
| 9       | Takeshi Nagao      | Giappone         |
| 10      | Ferenc Kiss        | Ungheria         |
| 11      | Daniel Verník      | Argentina        |
| 12      | Henk Schenk        | Stati Uniti      |
| 13      | Jürgen Klinge      | Germania Est     |
| 13      | Heinz Kiehl        | Germania Ovest   |
| 15      | Ed Millard         | Canada           |
| 15      | Gürbüz Lü          | Turchia          |